# Stazione di Rimini Centrale
Stazione di Centrale egy bezárt vasútállomás Olaszországban, Rimini településen. Az állomást 1916-ban nyitották meg és 1960-ban zárták be véglegesen.

## Vasútvonalak
Az állomást az alábbi vasútvonalak érintették:
- Rimini-Novafeltria-vasútvonal

## Kapcsolódó állomások
A vasútállomáshoz az alábbi állomások vannak a legközelebb:
- Stazione di Rimini Porta Montanara